# Szczepan Ciekot
Szczepan Ciekot (ur. 28 listopada 1885 w Skokowie, zm. 30 grudnia 1964 w Chodowie) – polski działacz ludowy i społeczny, rolnik, poseł na Sejm Ustawodawczy w 1919 roku, polityk PSL „Wyzwolenie” (1917–1922), później PSL „Piast”.

## Życiorys

### Dzieciństwo i młodość
Urodził się w biednej chłopskiej rodzinie na Lubelszczyźnie. Jako nastolatek terminował u cieśli, następnie sam pracował w zawodzie. W 1905 roku pracował przy budowie kolei Siedlce - Mołodeczno. W 1906 roku ożenił się z Józefą z Parchetów. Kilka miesięcy później wyjechał na krótko do Stanów Zjednoczonych, gdzie pracował w Chicago, w fabryce rękawiczek skórzanych. Po powrocie ukończył tajny kurs nauczycielski i pracował w polskiej szkole w Czuryłach, małej wsi niedaleko Siedlec.
W 1908 i 1909 r. ukończył kursy Okręgowego Towarzystwa Rolniczego i założył własną mleczarnię w Czuryłach. W tymże czasie utworzył również kółko rolnicze obejmujące kilka okolicznych wsi. Przez dalsze lata pracował na swoim gospodarstwie. To za jego sprawą w powiecie siedleckim rozpowszechniło się warzywnictwo.

### W wolnej Polsce
W wyborach do Sejmu Ustawodawczego 26 stycznia 1919 roku, otrzymał jeden z pięciu mandatów, jakie zostały przydzielone na okręg 18 (okręg siedlecki). Startował wtedy z list PSL „Wyzwolenie”. Jednak 20 maja 1920 zrzekł się mandatu na rzecz drugiego na liście Aleksandra Niedbalskiego.
Od 1922 roku zamieszkał w Chodowie, wsi 6 km od Siedlec. Tam założył pierwszą handlową plantację warzyw w całym powiecie. Pomagał wszystkim mieszkańcom we wprowadzaniu nowoczesnych metod gospodarowania. W części jego Wspomnień 1885–1964, czytamy wpisy sąsiadów, które mówią, że Nie ma człowieka w okolicy, któremu by Szczepan czegoś pożałował [któremu by nie podał pomocnej dłoni]. Szczepan i Józefa mieli ośmioro dzieci, trzech synów i pięć córek.
W późniejszych latach założył kasy rolnicze i wraz z kilkoma innymi działaczami Spółdzielnię Rolniczo–Handlową „Rolnik”. Był również radnym w samorządzie gminnym i powiatowym.
Szczepan był zaangażowany w pracę lub był członkiem następujących organizacji i stowarzyszeń: OTR – Okręgowe Towarzystwo Rolnicze; Wydział Kółek Rolniczych CTR; Towarzystwo Kółek Rolniczych im. Staszica; Związek Spółdzielni Rolniczych i Zarobkowo-Gospodarczych; Centralny Związek Młodzieży Wiejskiej przy CZKR i wiele innych.

### W PRL-u
Po II wojnie światowej Szczepan powoli wycofywał się z działalności spółdzielczej. Zmarł w wieku 79 lat, w 1964 roku.

### Życie prywatne
Z żoną Józefą mieli ośmioro dzieci: Władysława (1907–1940), lekarza, kapitana rez., który zginął w Katyniu, Julię (ur. 1908), Bronisławę (ur. 1912), Władysławę (ur. 1914), Irenę (ur. 1916), Tadeusza (ur. 1920), Jadwigę (ur. 1924) i Józefa (ur. 1931).

## Ordery i odznaczenia
- Krzyż Kawalerski Orderu Odrodzenia Polski (27 listopada 1929)[10]
- Złoty Krzyż Zasługi (10 czerwca 1939)[11]
- Srebrny Krzyż Zasługi (15 kwietnia 1929)[12][13]
- Medal 3 Maja[9]

## Upamiętnienie
W Chodowie istnieje Dom Kultury im. Szczepana Ciekota. Na ścianie, przy wejściu jest tablica poświęcona byłemu posłowi.
Również, w Siedlcach znajduje się ulica Szczepana Ciekota.